# Resposta eficiente ao consumidor
Resposta Eficiente ao Consumidor ou em inglês Efficient Consumer Response (ECR), consiste numa estratégia utilizada principalmente na indústria de supermercados na qual distribuidores e fornecedores trabalham em conjunto para proporcionar maior valor ao consumidor final (LAVRATTI, 2002, p.1). Trata-se de um movimento voluntário, baseado na mudança e na melhoria continua, que afeta toda a cadeia de produção e distribuição de produtos de grande consumo (ECR, 2002).
O ECR tem como objetivo estabelecer um fluxo consistente de informações e produtos que se incluem bidirecionalmente na cadeia logística de abastecimento, tendo em conta a manutenção do abastecimento do ponto de venda a custos baixos e em estoques adequados (Efficient consumer response, 2005).

## História
Embora o ECR seja considerado uma novidade na cadeia de abastecimento, este não é um conceito inovador, mas sim uma versão aperfeiçoada do Quick Response (QR), que por sua vez é uma versão alterada do tão conhecido Just in Time (JIT). Considerando os ideais e estratégias de negócio utilizados ao longo da história do retalho e da indústria, o ECR significa para a cadeia de abastecimento de produtos de mercearia básica no início do século XXI, o que a filosofia de produção Just in Time significou para toda a industria automobilística japonesa na enorme crise petrolífera dos anos 70, e o Quick Response para a indústrias de vestuário e têxtil (Ghisi et al., 2001, p.5).
Com concorrência cada vez mais forte e a presença de um consumidor cada vez mais exigente , com preços referenciais, que procura alternativas, valoriza o atendimento bem realizado e a prestação de um serviço com qualidade, tornou-se explicitamente importante o desenvolvimento de uma estratégia que tivesse como objectivo a eficiência da cadeia como um todo. O ECR, surge então na década de 90, com o intuito de cumprir tais exigências (Ghisi et al., 2001, p.5).
Iniciado nos EUA no ano de 1993, o ECR representa um esforço em optimizar a cadeia logística que, tem como objectivo, através da construção de uma cadeia de abastecimento mais flexível entre fabricantes, distribuidores e retalhistas, melhorar o atendimento prestado ao cliente final (Efficient consumer response, 2005).
Ao longo dos anos 90, este conceito começou a ser adaptado e implementado em muitos países pela Europa, Ásia e América Latina (Ghisi et al., 2001, p.2).

### O aparecimento e a expansão
No fim da década de 80 e início de 90, as entidades americanas que interagiam no canal de distribuição de produtos de mercearia básica, viram-se face a uma perda de competitividade e eficiência. Este facto derivava principalmente, quando se comparava estas entidades aos outros canais retalhistas que apareciam nesse período, como as lojas de descontos, retailcenters, etc. A redução na competitividade levaram os retalhistas tradicionais, em grupo com os seus fornecedores, a procurarem formas alternativas de gestão de forma a reduzir o nível elevado de stocks ao longo da cadeia de abastecimento. Em 1992 foi fundado um comité composto por integrantes do sector de distribuição americano e da indústria, que ficou conhecido como “Efficient Consumer Response Working Group”. Este comité requisitou um estudo à consultadoria americana Kurt Salmon Associates, com o intuito de examinar e identificar os benefícios em reduzir os custos nas diversas etapas e processos na cadeia de abastecimentos e as possibilidades de melhoria da eficiência ao longo da mesma, quando se recorria a novas tecnologias e práticas de gestão. No ano de 1994, cerca de mais 200 pessoas estavam integradas nos projetos desenvolvidos pelo referido comité e como tal, este número implicava que mais de 100 empresas se envolvessem também. sas. O resultado do estudo requisitado foi bastante surpreende e com resultados estimulantes. Concluiu-se então que a economia global da cadeia de abastecimentos poderia alcançar a ordem de US$ 30 biliões, recorrendo à eliminação de ineficiências existentes nos processos administrativos, operacionais e à redução de 41% dos stocks existentes ao longo da cadeia. O ECR então facilmente se expandiu chegando na Europa, sendo em Julho de 1994, formado o Comité ECR Europeu, formado por diversos distribuidores, indústrias e associações (Ghisi et al., 2001, p.6-7).

### ECR Portugal
A 13 de Março de 2000 um grupo de mais de cinquenta empresas, fundou o ECR Portugal, com o objectivo de (ECR, 2002):
| “ | Promover e desenvolver a colaboração entre a indústria e o comércio, de forma a melhor satisfazer as necessidades do consumidor da forma mais rápida e eficiente. | ” |

Em 2000, nomeadamente no segundo semestre realizou-se um inquérito a todas as empresas aderentes, com o fito de delinear o perfil das carências principais do sector, que possibilitou a identificação de um agregado grande de projectos a criar no âmbito do ECR Portugal (ECR, 2002).
Seleccionaram-se dos projectos cinco (ECR, 2002):
- Métodos de avaliação de categorias;
- Melhoria da eficácia promocional;
- Optimização de transportes;
- Implementação de unidades de carga eficientes e;
- B2C e B2B marketplaces;

Que tiveram início imediatamente, tendo a participação de 16 empresas e 87 pessoas.
Em Junho de 2001, realizou-se Conferência ECR Portugal, onde se apresentaram os diversos resultados dos projectos envolvidos, que se reflectiu um reconhecido sucesso pelos cerca de 300 participantes presentes.
No ano 2002, os utilizadores do Fórum, convencidos dos benefícios que os trabalhos executados tinham trazido ao sector, decidiram iniciar um novo grupo de projectos que, pela novidade em Portugal e pela sua grandiosidade, trariam certamente criar interesse de um conjunto variado de empresas não aderentes ao ECR (ECR, 2002).

## O conceito
A resposta eficiente ao consumidor exige o repensar de toda a cadeia de valor, de forma a conseguir a torná-la mais ágil e eficiente no fornecimento aos consumidores, dos produtos certos e ao preço esperado. A inexistência de práticas operacionais comuns e uma rígida divisão das tarefas tradicionais de produtores e retalhistas levava a um obstáculo desnecessário da cadeia de abastecimento e convertia – se num impedimento ao aproveitamento das sinergias que os poderosos instrumento de planejamento e as novas tecnologias de informação, tornavam exequíveis.
De forma a servir melhor o consumidor, o ECR dispõe-se alterar o modelo tradicional e fomentar o encerramento das barreiras não produtivas. O choque é permanente e transversal a toda a cadeia de valor (ECR, 2002).
A filosofia do ECR visa uma maior integração das empresas, sendo que, é dada importância à cadeia de abastecimento como um todo e não como a eficiência individual das partes, sendo assim possível, reduzir o nível de stocks, os custos totais do sistema, disponibilizar produtos de melhor qualidade por um preço inferior ao consumidor final (Ghisi et al., 2001, p.3).
Este conceito estabelece que seja mantido um fluxo consistente de produtos e informação que caminham bidireccionalmente na cadeia logística de abastecimento, tendo como objectivo a manutenção do abastecimento no ponto de venda a custos baixos e níveis adequados ((Efficient consumer response, 2005).

## Adaptações
Muitos dos conceitos em que assenta o ECR têm sido desenvolvidos na indústria dos supermercados, sendo que muitos destes conceitos foram adaptados de outros sectores económicos, como por exemplo do (Ghisi et al., 2001, p.3):
- Just in Time: Introduzido inicialmente na indústria automobilística;
- Quick Response: Introduzido nas industrias têxteis e de vestuário.

## Áreas de atuação
A atuação do ECR faz-se em quatro áreas principais, que se instituem como a base do ECR Global Scorecard.
Estas quatro áreas desenvolvem-se num agregado de conceitos de melhoramento contínuo operacional, que têm com ganhos de eficiência e eficácia notáveis, sido aplicados individualmente (ECR, 2002).
Na sua particularidade, estes conceitos são na generalidade bem populares. Mas, quando empregues num panorama global (ECR), são percebidos como um grupo integrante de conceitos que, apresentam duas características diferentes do que regularmente é compreendido (ECR, 2002):
- São empregues não em função do benefício individual de um dos parceiros do negócio, mas sim da sua significância através da cadeia de valor global;
- São vistos como um condutor de incorporação e parceria, e não como ferramenta exclusiva.

## Vantagens e obstáculos
A implementação ECR constitui uma alteração elevada nas rotinas tradicionais do negócio. Um empenhamento claro da gestão de topo com uma expresso reconhecimento dos benefícios e retorno do investimento no ECR fornecem uma maior credibilidade do processo tornando-o mais positivo. O conceito implica redesenhar os processos, alteração dos padrões e mudança de posturas. A gestão dos processos ECR estabelece em si próprio a minimização das barreiras e o aumento da cooperação.
O reforçar da concorrência entre os distintos parceiros de negócio estabelece usualmente uma barreira aparente ao êxito do trabalho em equipe. Num processo ECR os parceiros do negócio são defrontados com a indispensabilidade de laborar em conjunto de modo a criar valor acrescentado para o consumidor.
As empresas que não estão prontas para a implementação do ECR irão estar mais sujeitas às alterações do mercado e como será sem dúvida uma questão de sobrevivência, necessitam alterar as suas estratégias de forma a permitirem a si próprias trabalhar em conjunto com os restantes parceiros do negócio (ECR, 2002).

## A Implementação do ECR na Cadeia de Abastecimento
O nível de esforço utilizado e tempo de implementação para a incorporação dos conceitos do ECR alteram de empresa para empresa. No entanto, os problemas a serem enfrentados e as actividades a serem desenvolvidas são semelhantes. A implementação do modelo ECR pode ser realizada em três níveis (Ghisi et al., 2001, p.8).

### 1º Nível
Este primeiro nível é o aperfeiçoamento dos processos internos da empresa e diz respeito às questões internas que as empresas devem ter em consideração para uma correcta implementação do ECR. Este processo envolve nove princípios básicos (Ghisi et al., 2001, p.8-9):
- Perspectiva translúcida dos objectivos: deve-se consciencializar todos os funcionários da relevância do ECR no alcance dos objectivos da empresa;
- Salientar a atenção no consumidor: a cúpula estratégica deve criar uma cultura flexível e aberta, virada para a percepção dos desejos dos consumidores;
- Trabalho em equipa: deve ser encorajado para que as pessoas trabalhem com o objectivo de alcançar uma estrutura organizacional focada nos processos;
- Rastreamento dos custos operacionais: a determinação destes custos (custos por secção específica, produtos e até mesmo clientes) é fundamental no conceito do ECR;
- Eficácia e flexibilidade operacional: os custos desnecessários podem ser eliminados quando todos os intervenientes na cadeia de abastecimentos operarem mais rapidamente e com maior flexibilidade;
- Sistemas de informação: o ECR necessita de uma infra-estrutura tecnológica para o seu funcionamento: os organismo devem analisar o estado tecnológico actual existente na companhia, identificando os sistemas que deverão ser alterados ou mesmo substituídos;
- Reavaliação dos procedimentos administrativos e de controlo: o ECR envolve a reengenharia dos processos interiores, excluindo aqueles que não trazem valor ao produto/serviço;
- Reavaliação dos índices de performance: este instrumento possibilita aos administradores ter uma visão clara dos agentes críticos do negócio e dos processos chave, acrescentando agilidade da tomada de decisão;
- Melhoria permanente: os melhoramento devem ser realizados em cada um dos nove princípios retratados neste nível 1 para que a empresa esteja preparada interiormente para suportar tais alterações.

### 2º Nível
Assim que as empresas estiverem preparadas interiormente para aceitar o ECR, estas devem focalizar-se no relacionamento com seus sócios comerciais. Sendo assim, o segundo nível, denominado optimização das transacções externas com os sócios é referente à organização com os outros vínculos da cadeia de abastecimento, mirando aglomerar valor e eliminar trabalhos repetidos. Este nível envolve sete princípios chave (Ghisi et al., 2001, p.9): 
- Identificar os parceiros adequados para começar o trabalho contíguo: é necessário considerar alguns critérios de discernimento, como dimensão, know-how, infra-estrutura tecnológica etc.;
- Investigação das transacções (processo, tecnologia, pessoas e cultura) entre sócios e a criação das equipas multifuncionais internas e entre empresas;
- Meios de comunicação pró-activos entre os intermediários da cadeia: esta deve ser completa, exacta e on-time;
- Simplificação conjunta do fluxo de trabalho: mapeamento do fluxo de informações, produtos e documentos em toda a cadeia;
- Escolher entre padronizar e adaptar: deve-se analisar o custo vs. Benefício;
- Conquistar a infra-estrutura tecnológica como “espinha dorsal”: as tecnologias modernas devem estabelecer o sistema central da empresa para que os procedimentos sejam infalíveis;
- Instaurar confiança entre os parceiros: a confiança é essencial para a incorporação dos processos e acções.

### 3º Nível
O terceiro nível é a incorporação integral da cadeia do ECR. Quando a empresa alcança este nível, já está partilhando informações, reavaliando as suas responsabilidades e alterando o sistema físico para melhorar a eficiência da cadeia. No entanto, para a incorporação total, é necessário que a criação de graus de confiança e estabilidade ainda não descobertos. Existem seis princípios que governam os interesses comuns dos agentes da cadeia de abastecimento (Ghisi et al., 2001, p.10): 
- Estruturação dos índices de performance e estímulos para a cadeia de abastecimento: os indicadores são inseridos para avaliar a performance de todo o canal de distribuição, o que colabora na criação de novas actividades para suprimir os pontos críticos desse processo;
- Reavaliação das funcionalidades e imputações dentro da cadeia: requer uma relocação de responsabilidades, reconhecendo quais são as pessoas que devem ser responsáveis por determinados processos e actividades;
- Gestão dos investimentos através da cadeia: os benefícios são gerais e cada um deve colaborar para a operacionalização do processo;
- Delimitação das estratégias e resultados em comum: cada agente da cadeia deve arcar com as responsabilidades, pois o desempenho individual tem implicações claras no resultado final;
- Partilha de informações: estas devem ser produtivas e eficazes para o trabalho unido entre os parceiros comerciais;
- Indispensabilidade de confiança entre os parceiros comerciais: apenas quando as empresas acreditam que os ganhos são compartilhados, o modelo ECR estará completo.

## Aplicabilidade do ECR
O ECR abrange uma série de tecnologias e processos, sendo que a optimização dos mesmos é verificada através da aplicação de quatro importantes estratégias, que lhes dá apoio (Ghisi et al., 2001, p.11): 
- Reposição eficiente dos produtos;
- Variedade eficiente dos produtos;
- Promoção eficiente dos produtos;
- Introdução eficiente dos Produtos.

Estas estratégias contam com o apoio de dois processos chave (Ghisi et al., 2001, p.11): 
- Gestão por classes/categorias;
- Reposição contínua de produtos.

Estas tecnologias fornecem a estrutura base para a aceitação dos processos que são fundamentais para a aplicação das estratégias do ECR. O inter-relacionamento das estratégias, processos e tecnologias, formam a estrutura do ECR. A teoria do ECR é bastante intrincada, abrange uma verdadeira reengenharia interna e nas relações entre empresas. Para a sua aplicação, torna-se imprescindível que as organizações ultrapassem diversas barreiras estruturais e culturais, compartilhem informações, e tal feito impõe modificações na forma de fazer negócio. Há carência de formação de novos relacionamentos entre as empresas, onde os costume tradicionais de negócios são trocados por formas de gestão alicerçadas na integração e formação de alianças inter-organizacionais. As conexões devem estar baseadas na cooperação entre empresas, focadas na filosofia win-win (os ganhos são compartilhados entre todos os elos da cadeia) (Ghisi et al., 2001, p.11).

## ECR no mundo
Diversas organizações a níveis regionais tem sido criadas, englobando empresas Industriais, da Distribuição e do Retalho, que se agrupam de forma a tentar no seu sector, dinamizar e torna-lo mais competitivo, focando-o na geração de valor para o cliente e suprimindo os custos supérfluos da cadeia de abastecimento. Algum desses exemplos são (ECR, 2002):
- ECR Africa: Página Oficial;
- ECR Asia: Página Oficial;
- ECR Australasia: Página Oficial;
- ECR Brasil: Página Oficial;
- ECR Central (USA): Página Oficial;
- ECR Canadá: Página Oficial;
- ECR Europe: Página Oficial;
- ECR Índia: Página Oficial;
- ECR Portugal: Página Oficial.

## Estudos

### Estudo de mercado no Brasil
Num estudo realizado no Brasil (Ghisi et al., 2001), pôde compreender-se que as empresas encaravam diversas contrariedades para pôr em prática os conceitos do ECR, e isso ocorria mesmo nas empresas organizadas e com capacidade para introduzir uma filosofia como o ECR. Nas empresas de maior dimensão, o maior problema verificado foi nomeadamente a dificuldade de cooperação entre retalhistas, grossistas e indústrias, que resistiam em partilhar informação e trabalhar de forma conjunta. O interesse individual ainda predominava sobre o colectivo, assim como teimava a falta de confiança e o comportamento adversário entre as organizações.
Mesmo assim, no caso de esse problema ser superado, as empresas encaravam algumas das estratégias do ECR complicadas de serem operacionalizadas, por falta de recursos financeiros, pessoal especializado, experiência sobre o funcionamento da estratégia e mesmo pela falta de empenho das empresas, que não tinham muita lucidez dos reais lucros possíveis com a introdução de algumas estratégias do ECR. A introdução eficiente dos produtos e a promoção eficiente dos mesmos, não estavam a ser utilizadas em nenhuma das empresas pesquisadas no estudo. A focalização era nos dois processos do ECR, na gestão por categorias/classes e, sobretudo na reposição contínua de produtos (Ghisi et al., 2001, p.11).
Foram pesquisados duas indústrias e um grossista, e estes possuíam índices de performance internos e não próprios para avaliar o ECR, consideravam os índices como instrumento essencial para avaliar as melhorias nos processos, sempre que novas estratégias eram introduzidas. As empresas pesquisadas não faziam o seguimento através da adopção de índices de performance adequados, o que tornava mais difícil o reconhecimento dos ganhos reais com o ECR.A diminuição dos stocks e a carência de produtos, o acréscimo de receitas, e as entregas mais ajustadas (na porção e no prazo pré-estabelecido) eram os benefícios mais facilmente compreendidos com a inserção do ECR. Tendo-se as fases de implementação do ECR, pode-se dizer que certas empresas, particularmente as de menor dimensão, iniciaram alguns projectos piloto sem possuírem uma estrutura interna apropriada. O interesse, às vezes, era o entendimento sobre a funcionalidade de um método específico do ECR, e sua execução acabava por encontrar obstáculos devido à ausência de uma vista translúcida dos objectivos da empresa com a adopção do ECR, tecnologia inadequada, oposições à abertura de dados, carência de um seguimento do processo inserido, para poder assim, fornecer melhorias contínuas interiormente. No entanto, somente quando essa etapa for alcançada é que as empresas devem esclarecer quais os parceiros apropriados para dar inicio ao trabalho conjunto. Nota-se, então, que as empresas, principalmente os retalhistas de menor dimensão, ainda se encontram no primeiro nível de implementação do ECR – aperfeiçoamento dos processos internos.
A sinopse dos resultados alcançados no estudo encontram-se no quadro abaixo. Tentou retratar-se no quadro os aspectos-chave relacionados à aplicação do ECR nas empresas investigadas: principais proveitos e obstáculos presenciados na incorporação do ECR (Ghisi et al., 2001, p.12).
| Implementação do ECR                        | Qualquer empresa aposta na dispersão do ECR nas empresas do Brasil, independente do tamanho. No entanto, acreditam que as empresas de grandes dimensões têm maior know-how para dar o passo primordial em direcção ao ECR e deslocar conhecimento e experiência para as empresas de inferiores dimensões. |
| Principais proveitos obtidos com o ECR      | Reduziu-se os stocks ao longo da cadeia e as empresas ficaram mais flexíveis na restituição de produtos e mais eficazes na constituição do mix de produtos para o consumidor final |
| Principais obstáculos a serem ultrapassados | As empresas necessitam de uma optimização dos processos internos e a administração deve estar empenhada a incentivar e motivar os seus recursos humanos para uma filosofia nova como o ECR, deixando bem claro os objectivos desta ferramenta para os negócios da empresa. A carência de confiança e o procedimento do adversário entre as organizações são as dificuldades fundamentais a serem vencidas, considerando as relações entre os parceiros. As empresas necessitam de entender que ao investirem no ECR, os ganhos serão partilhados entre todos e a eficiência será ao longo da cadeia. |
| Aplicação do ECR                            | O ECR é complicado e a inclinação é que as empresas se concentrem na gestão por categorias/classes e na reposição contínua de produtos, onde os proveitos são facilmente notados e os parceiros comerciais têm maior conveniência e know-how |

### Estudos diversos
Diversos estudos no campo de aplicação do ECR (ECR, 2002):
- Consumer Business Digital Loyalty Networks: Consultar estudo[ligação inativa];
- No Confidence in Consumer Confidence: Consultar estudo[ligação inativa];
- Reinventing Retail: Consultar estudo[ligação inativa];
- The Case for Recovery: Consultar estudo[ligação inativa];
- The Consumer Relationship is King: Consultar estudo;
- The Holiday Outlook: Consultar estudo[ligação inativa];